# Onifai
Onifai (sardinski: Oniài) je grad i općina (comune) u pokrajini Nuoru u regiji Sardiniji, Italija. Nalazi se na nadmorskoj visini od 29 metara i ima 745 stanovnika.
 Prostire se na 43,19 km². Gustoća naseljenosti je 17 st/km².
Susjedne općine su: Orosei i Siniscola.